# 下沖町
下沖町（しもおきまち）は、群馬県前橋市の地名。郵便番号は371-0011。2013年現在の面積は0.52km2。

## 地理
広瀬川低地帯に位置し、中央を桃ノ木川が貫流している。

### 河川
- 桃ノ木川

## 歴史
江戸時代頃から下沖之郷と呼ばれていた。はじめは前橋藩領。明和年間から幕府領、天明6年に旗本岩本氏領、慶応元年は幕府領岩鼻支配所、明治元年に前橋藩管下となる。もとは上沖之郷と一村で沖之郷と称した。

### 年表
- 慶長6年（1601年） - 前橋藩領として酒井重忠の領地だった[5][6]。
- 明和4年（1767年） - 天領となり代官支配を受ける[5][7]。
- 天明6年（1786年） - 旗本岩本内膳正の知行地となる[5][8]。
- 慶応元年（1865年） - 岩鼻県として大音龍太郎の支配を受けたとされる[5][9]が岩鼻県の設置時期や大音の着任時期と齟齬がある。
- 明治元年（1868年）11月6日 - 前橋藩領に復しそのまま廃藩置県を迎える[5][6]。

- 明治22年（1889年）4月1日 - 町村制施行により、下沖之郷は上泉村、江木村、堤村、亀泉村、堀之下村、石関村、東片貝村、西片貝村、幸塚村、上沖之郷、荻窪村、三俣村と合併し南勢多郡桂萱村が成立する。この際に「下沖之郷」が「大字下沖」となる。
- 明治29年（1896年）4月1日 - 郡統合（南勢多郡と東群馬郡の統合）により、桂萱村は勢多郡に所属する。
- 昭和29年（1954年）4月1日 - 桂萱村は周辺1町5村（上川淵村、下川淵村、芳賀村、東村、元総社村、総社町）とともに前橋市へ編入され、前橋市下沖町となる。
- 昭和52年（1977年） - 一部が三俣町1-3丁目となる。
- 昭和54年（1979年）6月9日 - 群馬県立前橋高等学校が前橋市文京町二丁目から当町に新築移転する。

### 地名の由来
昔この地を利根川が流れていた頃、沖であったことに由来するとされる。

## 世帯数と人口
2017年（平成29年）8月31日現在の世帯数と人口は以下の通りである。
| 町丁   | 世帯数  | 人口    |
| ------ | ------- | ------- |
| 下沖町 | 525世帯 | 1,160人 |

## 小・中学校の学区
市立小・中学校に通う場合、学区は以下の通りとなる。
| 番地 | 小学校             | 中学校             |
| ---- | ------------------ | ------------------ |
| 全域 | 前橋市立桃木小学校 | 前橋市立鎌倉中学校 |

## 交通

### 鉄道
鉄道駅はない。

### 道路
国道、県道共に通っていない。

## 施設
- 群馬県立前橋高等学校
- 若一王子神社 - 旧社格は村社[12]。東部土地改良事業のため昭和47年（1972年）に移転している[13]。